# Biserica greco-catolică din Cacica

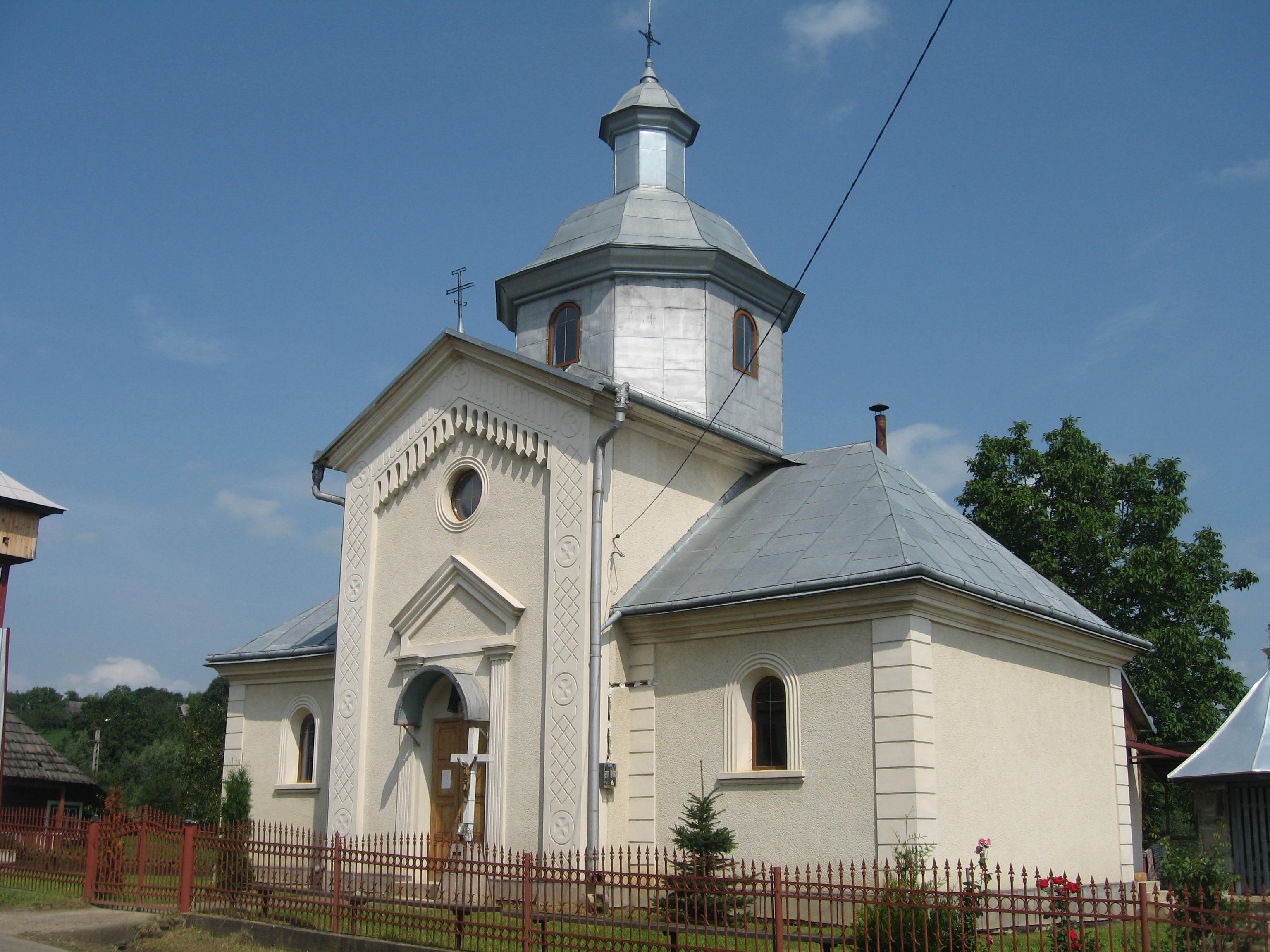
Biserica Adormirea Maicii Domnului din Cacica

Biserica „Adormirea Maicii Domnului” din Cacica este un lăcaș de cult construit în anul 1865 pentru credincioșii greco-catolici ucraineni din satul Cacica (județul Suceava). 

## Începuturile comunității greco-catolice ucrainene din Cacica
Primii greco-catolici ruteni s-au stabilit în sudul Bucovinei după anexarea părții de nord a Moldovei de către Imperiul Habsburgic (1775). Ei proveneau din Galiția și au fost aduși aici de autoritățile austriece pentru a coloniza noile teritorii ale imperiului. În anul 1780 Curtea Districtuală austriacă recomanda înființarea de parohii greco-catolice în orașele și satele Bucovinei. 
Primele familii de ucraineni sosesc la Cacica în 1785 pentru a munci în mina de sare din localitate.  În 1810 se organizează primul grup de credincioși greco-catolici, iar doi ani mai târziu se cumpără terenul și o casă pentru loc de biserică. Primul preot pentru comunitatea ucraineană a fost pr. Lejohubschei (1812-1813), urmat de pr. Ivan Voievidca (1813-1818).
Începând din 1812, împăratul Francisc I al Austriei a aprobat înființarea de parohii greco-catolice la Siret (1812), Cernăuți (1813), Cacica (1814), iar mai târziu au fost înființate parohii și la Rădăuți (1833), Câmpulung Moldovenesc (1883) și în alte localități. 
Parohia greco-catolică ucraineană a fost înființată în anul 1814, dar până la construirea unei biserici proprii, credincioșii greco-catolici ruteni din Cacica au folosit biserica romano-catolică (construită din lemn în 1810) pentru ținerea slujbelor religioase. În acea biserică se oficia liturghia alternativ pentru romano-catolici (polonezi) și greco-catolici (ucraineni) până în 1865, când greco-catolicii își vor ridica propriul lăcaș de cult. 
Conform cronicii parohiei, preotul greco-catolic din Cacica a botezat-o în anul 1863 pe Olga Kobyleanska, viitoarea scriitoare de limbă ucraineană.

## Biserica greco-catolică

### Construirea bisericii
Biserica greco-catolică din Cacica a fost construită din cărămidă în anul 1865, după proiectul lui Luca și Dumitru Navroțchi. Edificiul a fost ridicat cu sprijinul credincioșilor, în timpul păstoriei preotului paroh Kiril Hamorac (1861-1874). Biserica a fost sfințită la 8/20 noiembrie 1871 de către un sobor de preoți în frunte cu decanul Bucovinei, pr. Teodor Macsimovici, paroh de Cernăuți. Hramul lăcașului de cult a fost stabilit „Sf. Arhanghel Mihail” (sărbătorit în fiecare an la 8 noiembrie), acesta fiind schimbat în 1940 în cel al „Adormirii Maicii Domnului”. 
În anul 1867, „Directoriul Arhidiecezei de Lemberg” menționează că în Cacica trăiau 1.356 catolici de rit roman, 5.490 greco-catolici, 29 protestanți și 88 de rit mozaic. Până la sfârșitul secolului al XIX-lea, parohia greco-catolică a primit două vizite ale ierarhilor din Galiția: mitropolitul Iosif Sembratovici de Liov (la 5 mai 1880) și episcopul Andrei Șeptițki de Stanislavov, viitor mitropolit de Liov (la 20 mai 1890).
În 1895 a fost construită casa parohială greco-catolică. Până în anul 1948 toți preoții slujitori au provenit din Galiția Răsăriteană sau din Bucovina de Nord.

### Situația parohiei în secolul al XX-lea
După Unirea Bucovinei cu România (1918), greco-catolicii ruteni s-au aflat pe teritoriul României. În anul 1922 a fost înființată o administratură apostolică cu sediul în orașul Siret (astăzi în județul Suceava), cu rol de a-și exercita jurisdicția asupra parohiilor greco-catolice rutene din Regatul României. În negocierile pentru încheierea Concordatului cu Vaticanul, Guvernul României a insistat asupra eliminării Administraturii apostolice a greco-catolicilor ruteni. În anul 1930, după încheierea Concordatului cu Vaticanul și ratificarea sa de către Parlament, Papa Pius al XI-lea a desființat administratura apostolică, dar a stabilit un vicariat greco-catolic rutean sub jurisdicția Eparhiei Române Unite a Maramureșului.
În anul 1930, populația satului Cacica era de 1.882 locuitori, dintre care 703 polonezi (37,35%), 657 români (34,90%), 344 ruteni (18,27%), 88 germani (4,67%), 40 evrei (2,12%), 26 ruși, 6 unguri, 2 cehi și slovaci și 16 de naționalitate nedeclarată.  După religie, locuitorii satului erau grupați astfel: 805 romano-catolici (42,77%), 658 ortodocși (34,96%), 357 greco-catolici (18,96%), 40 mozaici (2,12%), 6 evanghelici (luterani) și 16 de religie nedeclarată. 
În anul 1936 populația din Cacica era împărțită astfel după confesiunea religioasă: 950 romano-catolici, 700 greco-catolici, 500 ortodocși și 35 izraeliți. În anul 1940, după cedarea Basarabiei și a nordului Bucovinei către URSS, mulți ucraineni din Cacica au emigrat în Germania, unde au fost încorporați în Wehrmacht și luați pe front. 
Desființarea Bisericii Române Unite cu Roma prin decretul nr. 358 din 1 decembrie 1948 a determinat și desființarea Vicariatului Ucrainean. Pentru credincioșii ucraineni trecuți la ortodoxie, a fost înființat un Vicariat cu sediul la Sighetu Marmației (județul Maramureș), care cuprindea parohii din Maramureș, Transilvania, Crișana și Banat. Vicariatul ortodox a fost desființat în anul 1952, fiind transformat în protopopiat ortodox ucrainean de coordonare. 
Majoritatea credincioșilor greco-catolici din Cacica a trecut la romano-catolici și doar o mică parte a trecut la ortodocși. Biserica greco-catolică din Cacica a devenit în anul 1948 biserică ortodoxă. Fiindu-i solicitată predarea bisericii către reprezentanții clerului ortodox, preotul Nicolae Maniu a pus cheia pe pragul bisericii și a spus: „Biserica nu este a mea, ci a lui Dumnezeu. Cine are nevoie de ea s-o ia de acolo”.
Preoții greco-catolici ruteni din Bucovina au cerut protecția Episcopiei romano-catolice de Iași, dar, prin adresa nr. 4502 din 21 februarie 1955, aceasta a comunicat Guvernului României că „preoții Maniu Nicolae, Rogojinschi Emil, Toniuc Isidor și Vorobchievici Vladimir nu aparțin bisericii noastre catolice, nu-i avem în evidența preoților noștri și nu au legături de jurisdicție cu noi”. 

## Situația bisericii în prezent
După Revoluția din decembrie 1989 a fost reînființat Vicariatul Greco-Catolic Ucrainean din România, iar fosta biserică ucraineană din Cacica a revenit la confesiunea greco-catolică. După cum a declarat preotul paroh Nicolae Nicolaișen, preotul ortodox Ioan Ardelean nu a încercat să împiedice acest proces de revenire, ci din contra l-a favorizat. În anul 1992, el a predat cu proces verbal atât biserica, cât și casa parohială, preotului greco-catolic Nicolae Nicolaișen. În prezent, acesta îndeplinește funcția de protopop greco-catolic ucrainean de Bucovina, îngrijindu-se de cele 11 de parohii greco-catolice ucrainene din Bucovina.  
După revenire, parohia greco-catolică a primit mai multe vizite ale ierarhilor greco-catolici: episcopul Lucian Mureșan de Maramureș (la 20 septembrie 1992), episcopul Sofron Dmîterko de Ivano-Frankivsk (la 6 decembrie 1992), episcopul Pavlo Vasîlîc de Colomeea-Cernăuți (la 15 august 1994), episcopul Ioan Șișeștean de Maramureș (la 5 august 1998), mitropolitul Jan Martyniak de Przemysl-Varșovia (la 28 iulie 2000), episcopul auxiliar Dionisii Liahovîci al Arhieparhiei de Kiev-Halici (la 24 iulie 2006) și episcopul Vasile Bizău de Maramureș (30 iulie 2012).
În perioada 30 iulie - 1 august 2012, Vasile Bizău, episcopul greco-catolic de Maramureș, a efectuat prima vizită canonică în calitate de episcop a bisericilor greco-catolice ucrainene din Bucovina. În prima zi, el a celebrat Sfânta Liturghie în parohia Cacica, după care a vizitat parohia Sadău, păstorită de preotul Vasile Stoica, apoi parohiile Runcu și Maidan, administrate de către preotul protopop Nicolae Nicolaișen. Episcopul a oficiat diferite oficii religioase în fiecare parohie.  

## Preoți
La această biserică au slujit următorii preoți-parohi: 
- pr. Lejohubschei - preot permanent (1812-1813)
- pr. Ivan Voievidca - paroh (1813-1818)
- pr. Necolai Vereșcenschei - paroh (1818)
- pr. Andrei Buracenschei - paroh (1818-1819)
- pr. Iulian Kolodnețchei - paroh (1819-1837)
- pr. Iosif Vesloboțchei - paroh (1837-1839)
- pr. Iulian Hucenschei - paroh (1839)
- pr. Iulian Stașenschei - paroh (1839-1840)
- pr. Iulian Kolodnețchei - paroh (1840)
- pr. Iosif Lovețchei - paroh (1840-1842)
- pr. Teodor Rojanovschei - paroh (1842-1844)
- pr. Ivan Hrehorovici - paroh (1844-1850)
- pr. Mihail Ciakovschi - paroh (1850-1858)
- pr. Ivan Krejanovschei - paroh (1858-1861)
- pr. Kiril Hamorac - paroh (1861-1874)
- pr. Corneliu Drohomerețchei - paroh (1875-1876)
- pr. Necolai Soviakovschei - paroh (1876-1883)
- pr. Luca Cepelinschei - paroh (1883-1886)
- pr. Alfred Simenovici - paroh (1887-1889)
- pr. Ivan Hlibovețchei - paroh (1889-1907)
- pr. Ignatie Volciuc - paroh (1907-1908)
- pr. Nicolae Haianiuc - paroh (1908-1912)
- pr. Ignatie Șurovschei - paroh (1912-1918)
- pr. Lev Porotco - paroh (1918-1934)
- pr. Isidor Stanislav Toniuc - paroh (1934)
- pr. Volodemer Slabei - paroh (1934-1936)
- pr. Onofrei Volianschei - paroh (1936-1937)
- pr. Nicolae Maniu - paroh (1937-1979)
- pr. Ioan Ardelean - paroh (1979-1992)
- pr. Nicolae Nicolaișen - paroh (1992-)

## Imagini

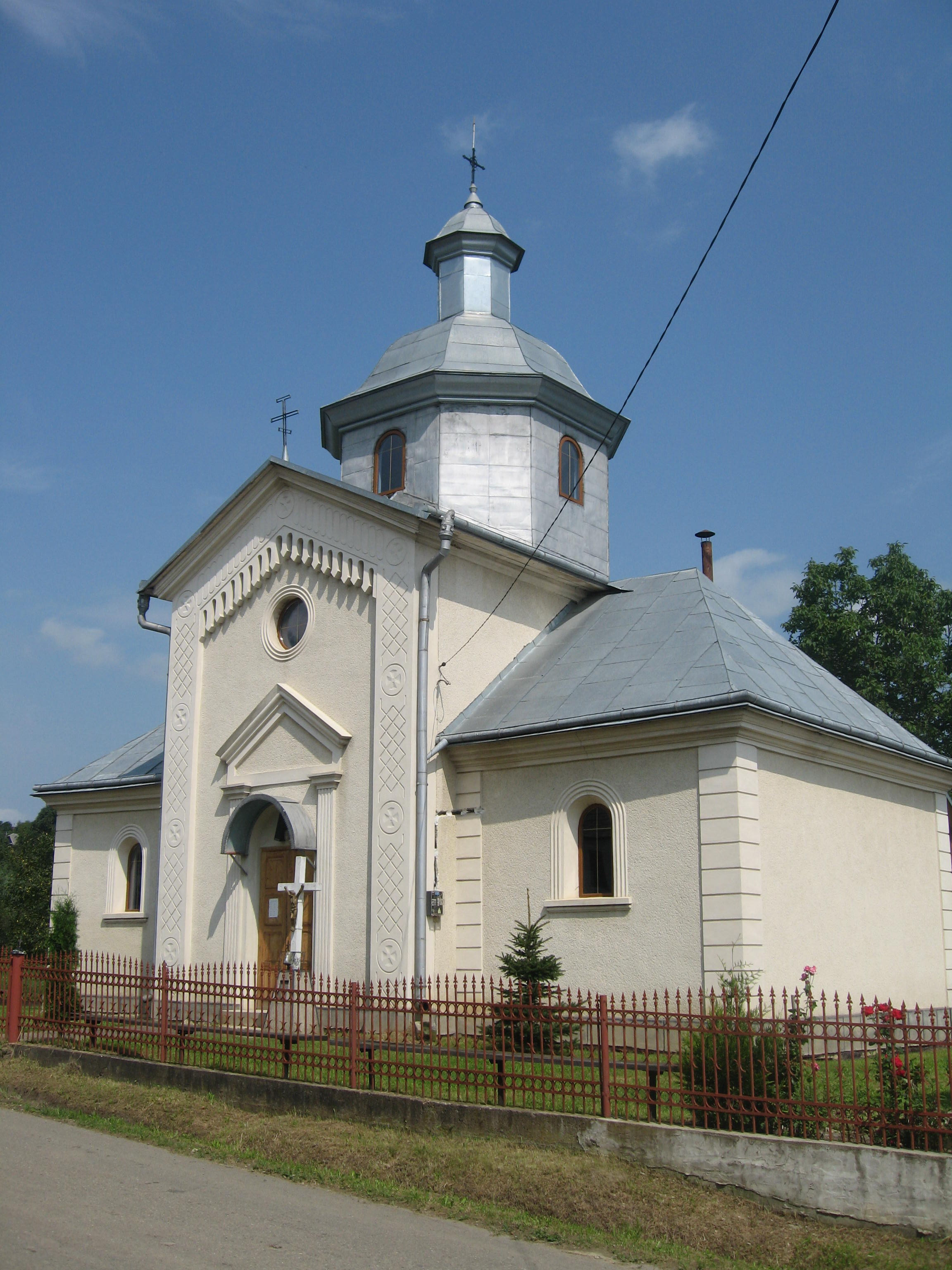
Biserica greco-catolică ucraineană din Cacica
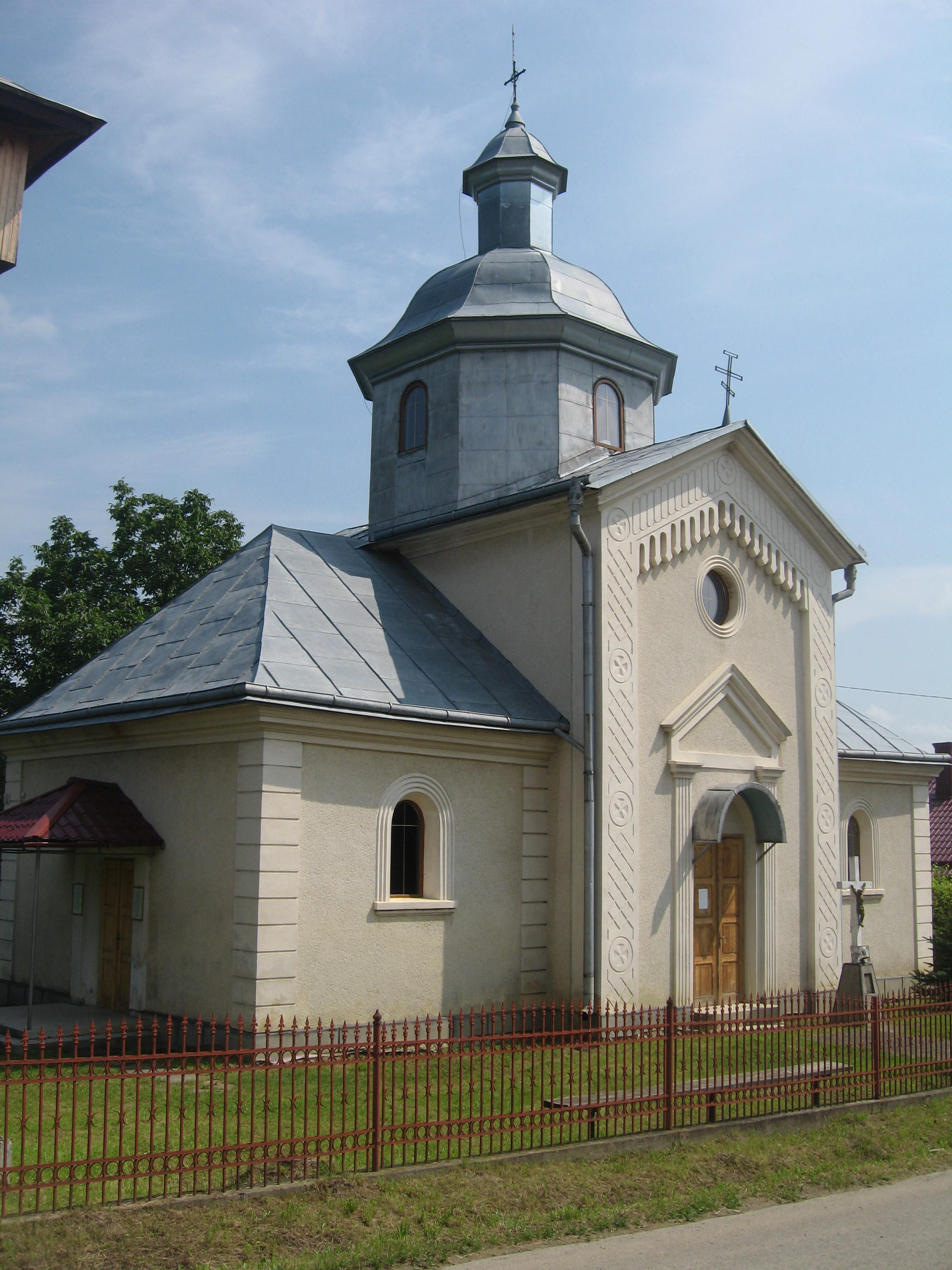
Biserica greco-catolică ucraineană din Cacica
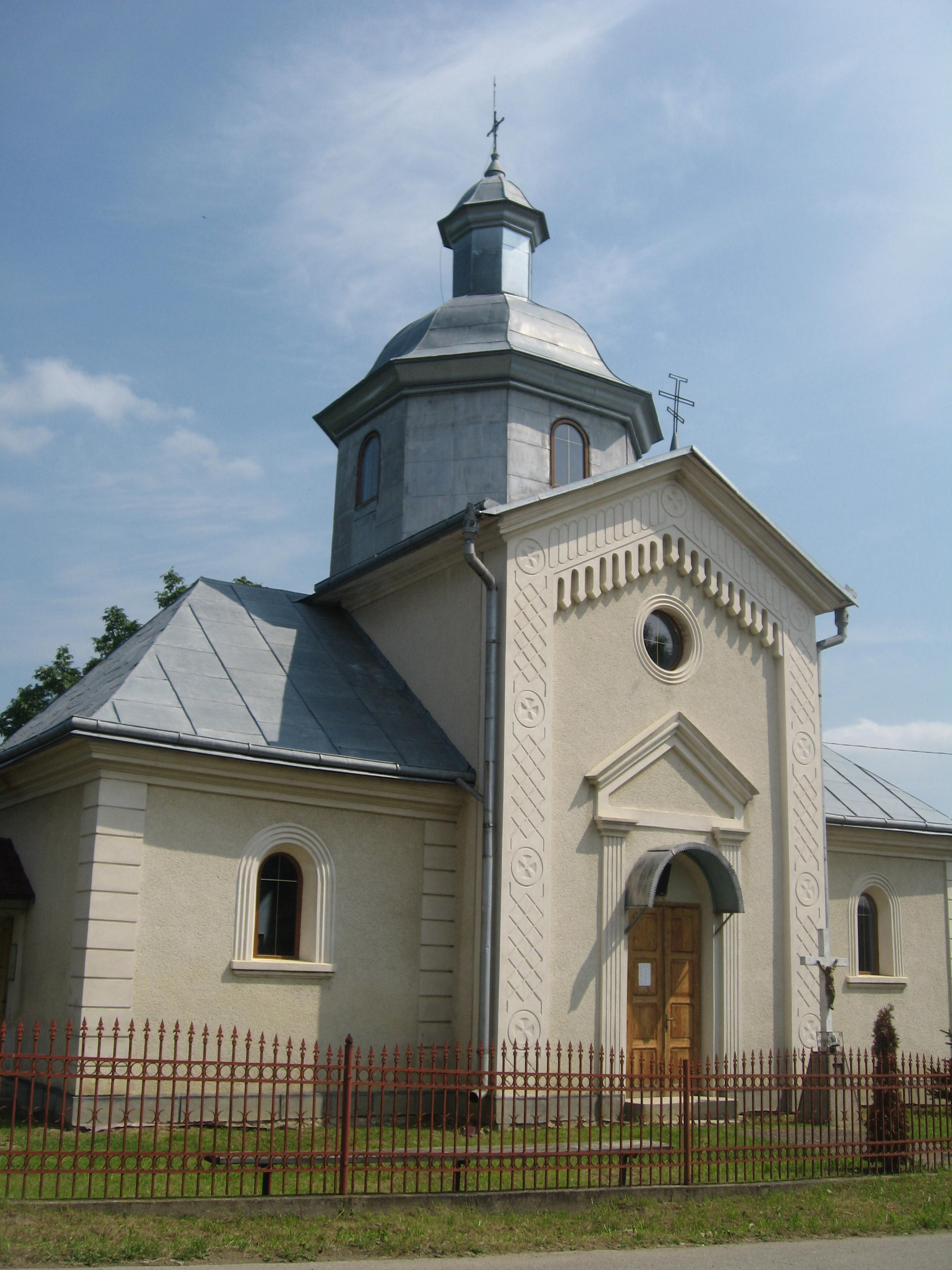
Biserica
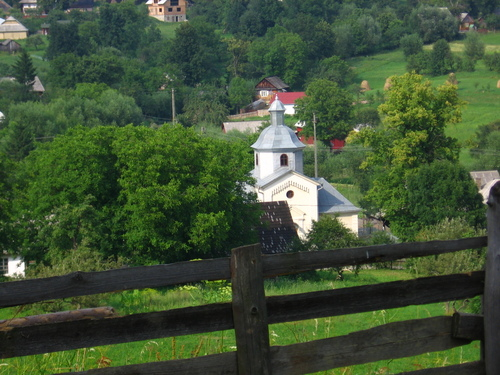
Biserica și împrejurimile